# 倪发科
倪发科（1954年1月22日—），男，江苏溧水人，中华人民共和国政治人物。中共中央党校函授学院本科班经济管理专业毕业，中央党校研究生院法学理论专业在职研究生学历。

## 生平
历任中共南陵县委书记，芜湖市委常委、副市长、常务副市长、市委副书记，中共六安地委副书记、行署专员，六安市委副书记、市长、市委书记、市人大常委会主任等职。2008年2月当选安徽省人民政府副省长。2013年1月，倪發科不再担任安徽副省长。
2013年6月4日倪发科涉嫌严重违纪正接受调查。2013年9月30日，倪发科被开除党籍和公职，其涉嫌犯罪问题移送司法机关依法处理。倪发科被调查后即被网民以与其名字谐音的粗口调侃，以讽刺其践踏公共利益的行为。
2014年12月15日，倪发科受贿、巨额财产来源不明一案在山东省东营市中级人民法院公开审理。公诉机关指控倪发科先后49次非法收受他人给予的字画、玉石、现金等财物，共计折合人民币1300余万元。同时指控倪发科对折合人民币580余万元的财产不能说明来源，其行为构成巨额财产来源不明罪。庭审结束后，倪发科对指控的犯罪事实全部认可，表示服从法院任何判决。
2014年12月16日，倪发科出现在反腐题材系列电视专题片《作风建设永远在路上》第二集《正风肃纪》中。
2015年2月28日，倪发科被山东省东营市中级人民法院判犯受贿罪、巨额财产来源不明罪获刑有期徒刑17年，并处没收个人财产一百万元人民币。倪发科当庭表示服判不上诉。
2018年3月27日，北京秦城监狱以倪发科获得一次监狱表扬奖励、一次监狱嘉奖奖励为由，建议减去有期徒刑六个月。

## 相关人物落马
- 2014年1月，六安市原副市长权俊良被查；
- 2014年2月，六安市政府原副秘书长、开发区管委会原副主任、工委副书记魏力生被查；
- 2014年8月11日，淮南市委书记方西屏被查。[8]